# Xeranoplium ruficolle
Xeranoplium ruficolle är en skalbaggsart som beskrevs av Chemsak och Linsley 1963. Xeranoplium ruficolle ingår i släktet Xeranoplium och familjen långhorningar. Inga underarter finns listade i Catalogue of Life.